# Родопсин
Родопсинът е светлочувствителен рецепторен протеин, участващ във визуалната фототрансдукция. Името идва от старогръцката дума ῥόδον (родон) за „роза“, поради розовия цвят, и ὄψις (опсис) за „зрение“. Родопсинът е биологичен пигмент, който се среща в ретината и е G протеин-свързан рецептор (GPCR). Родопсинът е изключително чувствителен към светлина като по този начин позволява виждане при слаба светлина. Когато е изложен на светлина, веднага се фотоизбелва.
Родопсинът е открит от Франц Кристиан Бол през 1876.